# La lista (episodio de South Park)
«La Lista» («The List» como título original) es el decimocuarto episodio de la undécima temporada de la serie estadounidense South Park.

## Trama
Los chicos de la escuela conocen que las chicas tienen una lista de quienes son los más atractivos de la clase, y todos mueren por saber cuales son los resultados, así que planean
robar la lista, el primer plan terminó fallido porque Butters pateo a una niña en las bolas, y como la niña no tuvo reacción, ellos supieron que las niñas no tenían bolas.
Después de los planes consiguieron la lista y la miraron, el número 1 era Clyde, el número 2 Token, el número 3 Stan, el 4 Bradley, el 5 Jason, el 6 Leroy, el 7 era Kenny, el 8 Tweek, el 9 Kevin, el 10 Jimmy, el 11 era Butters, el 12 Craig, el 13 Timmy, el 14 Francis, el 15, cartman y el 16 Kyle.
Kyle estaba desconcertado por ser votado como el más feo y Cartman utilizó eso de burla contra Kyle diciendo que él era más sexy que Kyle.
Todos los niños hacen de menos a Kyle y lo tratan como si fuera un monstruo, mientras tanto Clyde se volvió un galán con todas las niñas, entonces como Kyle en esas circunstancias no podía tener vida social tuvo que juntarse con un grupo de niños feos de las escuela.
Cansado de ser discriminado Kyle intento quemar la escuela, a pesar de la visión que tuvo Kyle con Abraham Lincoln, pero como su mejor amigo Stan estaba cansado de verlo tan triste, trato de arreglarlo con su novia Wendy. Ellos fueron con el consejo de chicas y después de un tiempo averiguaron que era una lista falsa y solo lo escribieron por conveniencia, Bebe le explicó que pusieron a Clyde el primero porque su papá era dueño de una tienda de zapatos y les obsequiaba zapatos, esto llevó a Wendy y a Bebe a pelear, Bebe fue arrestada y los chicos tenían la verdadera lista, que al final quemaron sin saber en que lugar estaba Kyle.
- Datos: Q458621